# Paris vaniotii
Paris vaniotii là một loài thực vật có hoa trong họ Melanthiaceae. Loài này được H.Lév. miêu tả khoa học đầu tiên năm 1906.